# Бон Ер (Алабама)
Бон Ер (енгл. Bon Air) град је у америчкој савезној држави Алабама. По попису становништва из 2010. у њему је живело 116 становника.

## Демографија
Према попису становништва из 2010. у граду је живело 116 становника, што је 20 (20,8%) становника више него 2000. године.
| Група             | 2000.      | 2010.      |
| Белци             | 90 (93,8%) | 93 (80,2%) |
| Афроамериканци    | 6 (6,3%)   | 8 (6,9%)   |
| Азијати           | 0 (0,0%)   | 0 (0,0%)   |
| Хиспаноамериканци | 0 (0,0%)   | 3 (2,6%)   |
| Укупно            | 96         | 116        |